# Forêt classée de N'Dali
La Forêt classée de N'Dali est une des aires protégées du Bénin. Elle est située dans la commune de N'Dali, département de Borgou au Bénin.

## Historique
En 1999, sur proposition du Ministre du Développement rural au cours du conseil des ministres entendu en sa séance du 02 juin 1999, le plan d'aménagement participatif des forêts classées de l'Ouémé supérieur et de N'Dali est approuvé. Cette approbation devient effective à la suite du Décret N° 99-295 du 11 juin 1999, portant approbation du plan d'aménagement participatif des forêts classées de l'Ouémé supérieur et de N'Dali. Le processus suivant:
1. L'arrêté N° 366 SE du 30 janvier 1942, portant classement de la forêt de N'Dali, cercle de Parakou
2. La loi N° 93-009 du 02 juillet 1993 portant régime des forêts en République du Bénin[1].

En 1997, à l'instar de celui de l'Ouémé supérieur, le couvert végétal de la forêts classée de N'Dali, a également fait l’objet d’un inventaire.

## Situation géographique

### Localisation
À l'origine, la Forêt de N'Dali couvre 4.721 ha de terres. Elle est située dans la commune de N'Dali, dans le département de Borgou. Elle s’étend sur une superficie sous aménagement de 4.829 ha,.

### Inventaire
L'inventaire de 1997 de la végétation de la forêt de N'Dali, montre qu'elle est composée de mosaïque de forêt claire, de savane arborée, de savane boisée, de savane arbustive et de forêts galeries.